# Phạm Hồng Hương
Phạm Hồng Hương (sinh năm 1959) là một tướng lĩnh Quân đội nhân dân Việt Nam, hàm Thượng tướng. Ông nguyên là Phó Tổng Tham mưu trưởng Quân đội nhân dân Việt Nam, Đại biểu Quốc hội Việt Nam khóa XIII, thuộc đoàn đại biểu Hải Dương, Ủy viên Ủy ban Quốc phòng và An ninh Việt Nam.

## Thân thế sự nghiệp
Phạm Hồng Hương sinh ngày 10 tháng 5 năm 1959, quê quán tại Thôn Nguyễn, xã Thanh Hương, huyện Thanh Liêm, tỉnh Hà Nam.
Ngày vào Đảng:14/3/1980.
Trước năm 2008, ông là CHT Bộ CHQS tỉnh Hưng Yên.
Tháng 3- 2008, ông được bổ nhiệm giữ chức Phó tham mưu trưởng Quân khu 3, Quân đội nhân dân Việt Nam.
Tháng 9-2011, ông được bổ nhiệm giữ chức Phó Tư lệnh-TMT Quân khu 3, Ủy viên Thường vụ Đảng ủy Quân khu.
Tháng 9-2013, ông được bổ nhiệm giữ chức Tư lệnh Quân khu 3 thay Trung tướng Phạm Quang Hợi nghỉ hưu
Tháng 10 năm 2015, ông được bổ nhiệm giữ chức Phó Tổng Tham mưu trưởng Quân đội nhân dân Việt Nam.
Ngày 18 tháng 6 năm 2018, Trung tướng Phạm Hồng Hương, Phó Tổng tham mưu trưởng Quân đội nhân dân Việt Nam, được Chủ tịch nước Việt Nam Trần Đại Quang phong quân hàm Thượng tướng Quân đội nhân dân Việt Nam.
Tháng 6 năm 2019, ông nghỉ hưu.

## Lịch sử thụ phong quân hàm
| Năm thụ phong | 1983      | 1985   | 1988     | 1992     | 1996      | 2000   | 2004        | 2010        | 6-2014       | 6-2018 |
| ------------- | --------- | ------ | -------- | -------- | --------- | ------ | ----------- | ----------- | ------------ | ------ |
| Cấp bậc       |           |        |          |          |           |        |             |             |              |        |
| Trung úy      | Thượng úy | Đại úy | Thiếu tá | Trung tá | Thượng tá | Đại tá | Thiếu tướng | Trung tướng | Thượng tướng |        |